# Vũ Quốc Đạt
Vũ Quốc Đạt (sinh ngày 28 tháng 11 năm 1996) là một kỳ thủ cờ tướng người Việt Nam. Vũ Quốc Đạt là nhà vô địch cờ tướng quốc gia năm 2024.

## Sự nghiệp
Vũ Quốc Đạt sinh ngày 28 tháng 11 năm 1996 ở Bình Định, đã tốt nghiệp Đại học Y Dược Thành phố Hồ Chí Minh. Từ năm 2017, Vũ Quốc Đạt quyết định trở thành kỳ thủ chuyên nghiệp, thi đấu cho đội tuyển thể thao Thành phố Hồ Chí Minh.
Vũ Quốc Đạt có bước tiến lớn trong sự nghiệp khi giành được tấm huy chương đồng nội dung cờ tiêu chuẩn ở Giải vô địch cờ tướng quốc gia năm 2019, sau đó là tấm huy chương bạc nội dung cờ tiêu chuẩn ở Giải vô địch cờ tướng các đấu thủ mạnh toàn quốc năm 2020. Năm 2021, khi đang nằm trong top cạnh tranh huy chương ở Giải vô địch cờ tướng quốc gia năm 2021 thì Vũ Quốc Đạt bị Covid-19 nên phải bỏ dở giải đấu.
Năm 2024, Vũ Quốc Đạt lần đầu tiên vô địch quốc gia nội dung cờ tiêu chuẩn với thành tích 7 thắng 2 hòa, qua đó trở thành kỳ vương thứ 15 của làng cờ Việt Nam. Cũng ở giải đấu này thì Vũ Quốc Đạt còn giành được thêm 1 tấm huy chương đồng ở nội dung cờ nhanh.

## Thành tích nổi bật
- Vô địch quốc gia cờ tiêu chuẩn 2024
- Huy chương đồng cờ tiêu chuẩn giải vô địch quốc gia 2019
- Huy chương vàng cờ tiêu chuẩn giải vô địch đồng đội quốc gia 2019
- Huy chương bạc cờ tiêu chuẩn giải vô địch đấu thủ mạnh toàn quốc 2020
- Huy chương bạc cờ nhanh, huy chương bạc cờ chớp giải vô địch cờ tướng quốc gia 2022
- Huy chương bạc cờ nhanh giải vô địch đồng đội quốc gia 2022
- Vô địch giải đại hội TDTT toàn quốc 2022 cùng đội tuyển TPHCM
- Huy chương bạc cờ chớp giải vô địch cờ tướng quốc gia 2023
- Huy chương bạc cá nhân, huy chương bạc đồng đội giải vô địch đồng đội quốc gia 2023.
- Huy chương đồng cờ nhanh giải vô địch cờ tướng quốc gia 2024